# Ceratognathus niger
Ceratognathus niger es una especie de coleóptero de la familia Lucanidae.

## Distribución geográfica
Habita en Nueva Gales del Sur y Queensland,  Tasmania, Victoria (Australia).